# Wilhelm Stäblein
Wilhelm Stäblein (* 7. März 1900 in Remlingen (Unterfranken); † 20. Februar 1945 in Nürnberg) war ein deutscher Fernmeldetechniker und Hochschullehrer für Fernmeldetechnik.
Von 1923 bis 1927 war er Assistent an der TH München und danach bis 1936 bei der AEG tätig in der Entwicklung von Fernwirkgeräten. 1929 promovierte er an der TH München zum Dr.-Ing. mit der Dissertation Über den Magnetisierungsstrom des Drehstrommotors bei hoher Zahnsättigung. Bei der AEG wurde er Leiter der Abteilung für Fernwirkanlagen und EW-Telephonie. Im November 1936 wurde er ordentlicher Professor mit Lehrgebiet Anlagen der Fernmeldetechnik am Institut für Fernmeldetechnik der TU Berlin, dort gehörten Herbert P. Raabe und Helmut Schreyer zu seinen Assistenten. Er förderte die Entwicklung elektronischer Rechenanlagen und stand dieserhalb mit Konrad Zuse in Kontakt. Stäblein war Leiter der Abteilung für Fernmeldetechnik am aus dem Heinrich-Hertz-Institut umbenannten Institut für Schwingungsforschung.
Er starb bei einem Luftangriff auf Nürnberg.

## Werke
- Die Technik der Fernwirkanlagen. Fernübertragungs- und Fernbetätigungseinrichtungen für den elektrischen Kraftwerks- und Bahnbetrieb, für Gas-, Wasser- und andere Versorgungsbetriebe; Druck u. Verlag v. R. Oldenbourg, München u. Berlin 1934.